# Bärlauch-Erzschwebfliege

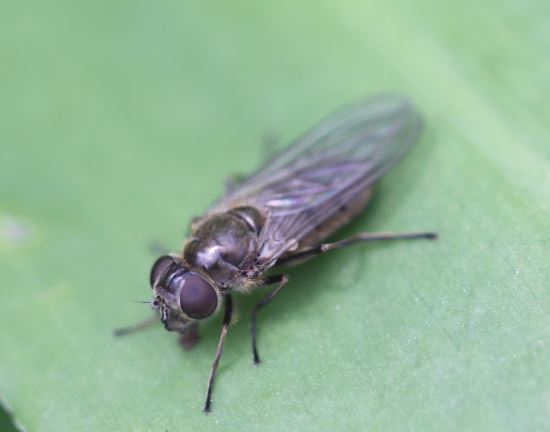
Weibchen

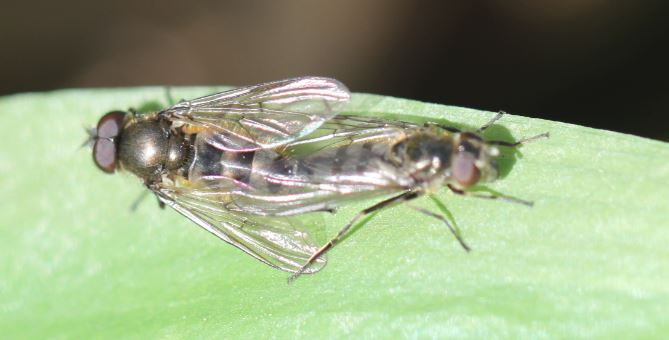
Paarung

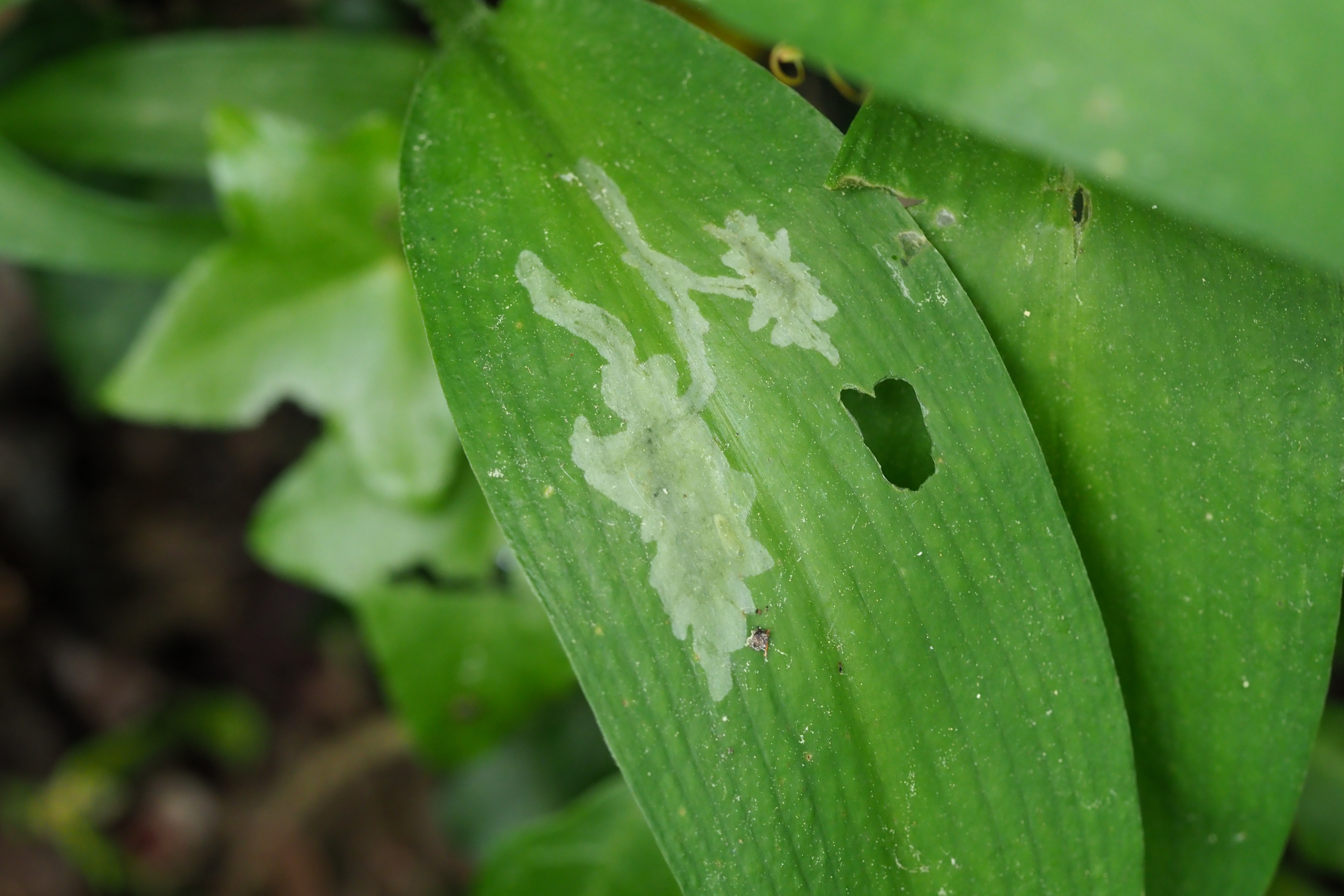
Mine

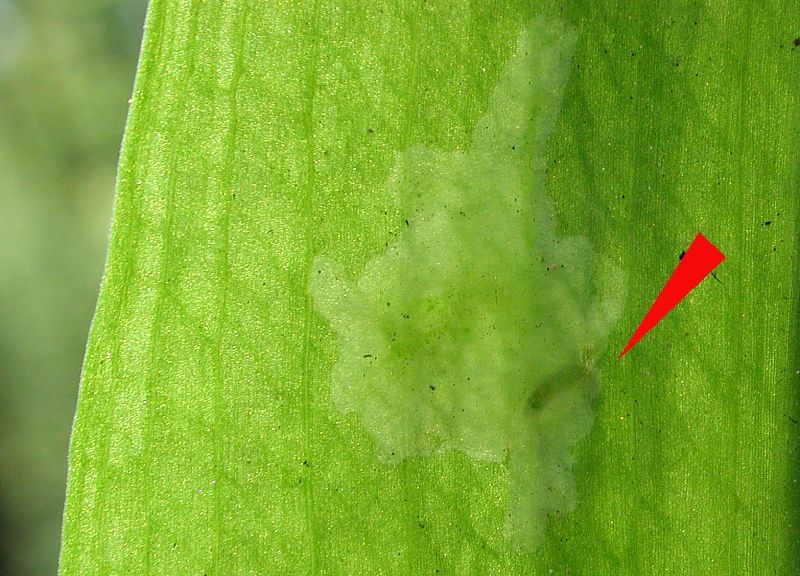
Larve innerhalb einer Mine

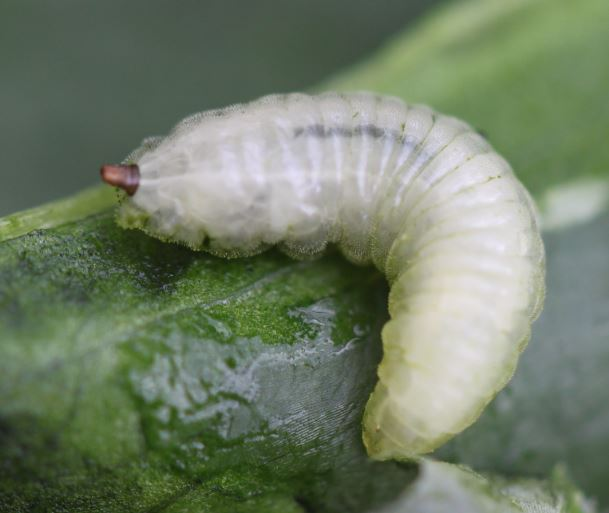
Larve

Die Bärlauch-Erzschwebfliege (Cheilosia fasciata) ist eine Fliege aus der Familie der Schwebfliegen (Syrphidae). Die Gattung Cheilosia mit ihren etwa 445 bislang beschriebenen Arten der Gattung Cheilosia ist an Wälder, meist feuchte Laubwälder, gebunden.

## Merkmale
Die relativ schlanken Fliegen besitzen eine Körperlänge von etwa 10 mm. Mesonotum und Schildchen sind bronzefarben. Über den hellgrauen Hinterleib verlaufen schwarze Binden. Die Fliegen besitzen eine bräunliche Behaarung. Im Gegensatz zu den Weibchen berühren sich bei den Männchen die Facettenaugen. Die Beine sind schwarz.

## Verbreitung
Die Art kommt in Mittel- und Osteuropa sowie auf der Balkanhalbinsel vor. Des Weiteren befindet sich nahe Bergen in West-Norwegen eine isolierte Population der Art. Cheilosia fasciata kommt in Wäldern mit Bärlauch (Allium ursinum) vor. In der Alpenregion reicht ihr Vorkommen bis oberhalb der Baumgrenze. Dort nutzt sie als Wirtspflanze Allermannsharnisch (Allium victorialis). In Dänemark wurde die Art 2014 erstmals nachgewiesen.

## Lebensweise
Die Art ist univoltin. Die Fliegen erscheinen im Frühjahr, in der zweiten Märzhälfte und im April, in den Hochgebirgsregionen auch später. Sie fliegen gewöhnlich bis Ende Mai. Die Männchen erscheinen meist eine Woche vor den Weibchen. Nach der Paarung legen die Weibchen ihre Eier, jeweils eines pro Blatt, an den Wirtspflanzen, Bärlauch und Allermannsharnisch, ab. Die geschlüpften Larven minieren in den Blättern der Wirtspflanzen. Findet die Larve in einem Blatt nichts mehr zum Fressen, wandert sie zu einem benachbarten Blatt, wo sie weiterminiert. Das Ei- und Larvenstadium dauert gewöhnlich etwa zwei Monate. Die Larven verpuppen sich in ihrer Mine und überwintern in der Laubstreu am Boden. Andere Autoren berichten, dass die Larven die Blätter verlassen und sich im Boden verpuppen. Als ein Parasitoid der Fliegenlarve gilt die Schlupfwespe Phygadeuon ursini.
Eine weitere Schwebfliegen-Art, die Bärlauch als Wirtspflanze nutzt, ist Portevinia maculata. Deren Flugzeit liegt später im Jahr (Mitte Mai bis Ende Juni) und die Imagines lassen sich relativ leicht unterscheiden. Die Larven von Portevinia maculata entwickeln sich im Blattstiel und in der Zwiebel der Pflanzen.

## Ähnliche Arten
Cheilosia semifasciata, eine sehr ähnliche Art, miniert die Blätter der Großen Fetthenne.